# Vlag van Detroit

Vlag van Detroit

De vlag van Detroit werd in 1907 ontworpen door David E. Heineman en werd in 1948 officieel aangenomen als vlag van de stad Detroit (Michigan). Het ontwerp is sindsdien verschillende keren licht gewijzigd, voor het laatst in 2000.

## Ontwerp
De vlag heeft het stadszegel op een kwart achtergrond, waarbij elke sectie een land voorstelt dat ooit Detroit bestuurde. Linksonder vertegenwoordigt het koninkrijk Frankrijk, dat het fort en de nederzetting in 1701 stichtte; het heeft vijf gouden fleur de lis op een wit veld, een imitatie van de koninklijke standaard van Frankrijk. Rechtsboven vertegenwoordigt het koninkrijk Groot-Brittannië, dat het fort van 1760 tot 1796 controleerde; het heeft drie gouden leeuwen op een rood veld, een imitatie van het koninklijk wapen van Engeland. Rechtsonder heeft 13 rode en witte strepen en linksboven heeft 13 witte sterren op een blauw veld, die de oorspronkelijke dertien koloniën van de Verenigde Staten voorstellen.

## Symboliek
De twee Latijnse motto's luiden Speramus Meliora en Resurget Cineribus, wat betekent "We hopen op betere dingen" en "Het zal herrijzen uit de as", dat werd toegeschreven aan Gabriel Richard na de grote brand van 1805. Het zegel is een afbeelding van de brand in Detroit die plaatsvond op 11 juni 1805. Door de brand brandde de hele stad af en werd slechts één gebouw uit de vlammen gered. De linker figuur huilt om de verwoesting terwijl de rechterfiguur gebaart naar de nieuwe stad die ervoor in de plaats zal komen.

## Geschiedenis
In het oorspronkelijke ontwerp van de vlag was het zegel ovaal. In het begin van de jaren 1970 werd de vlag opnieuw ontworpen en werd het zegel veranderd in een cirkel. In 1976 werden de kleuren gestandaardiseerd met behulp van het Pantone Matching System en rond 2000 werd het zegel opnieuw gewijzigd om het aantal kleuren te verminderen.

Vorige vlaggen
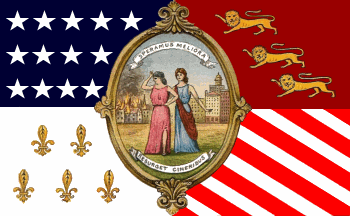
1948–1972
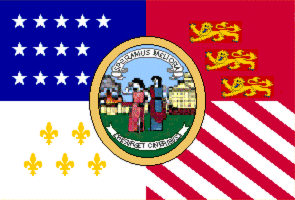
1972–1976
1976–2000